# Letonia en los Juegos Paralímpicos de Lillehammer 1994
Letonia estuvo representada en los Juegos Paralímpicos de Lillehammer 1994 por un deportista masculino. El equipo paralímpico letón no obtuvo ninguna medalla en estos Juegos.